# Chester D. Hubbard

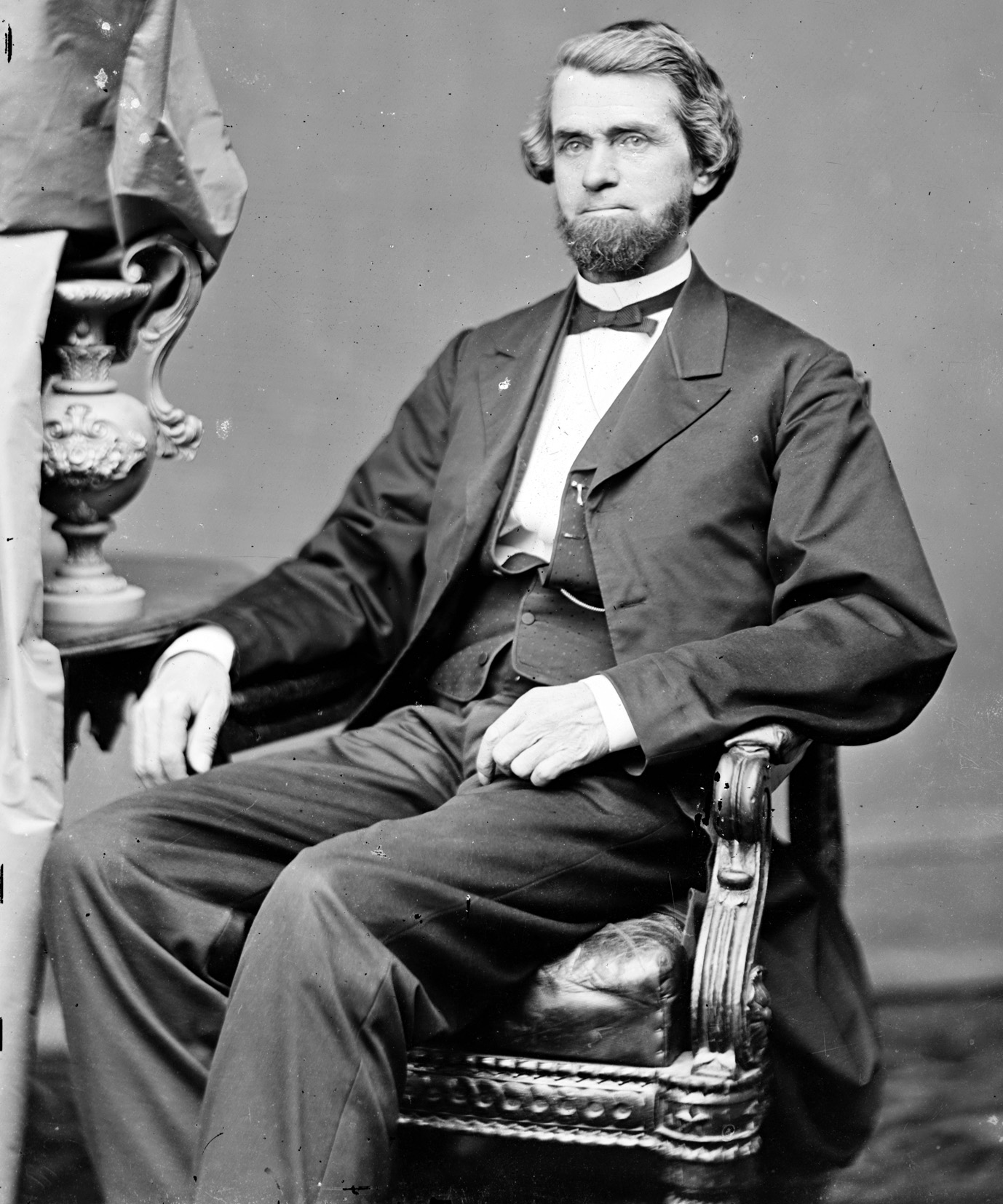
Chester D. Hubbard

Chester Dorman Hubbard (* 25. November 1814 in Hamden, Connecticut; † 23. August 1891 in Wheeling, West Virginia) war ein US-amerikanischer Politiker. Von 1865 bis 1869 vertrat er den ersten Wahlbezirk des Bundesstaates West Virginia im US-Repräsentantenhaus.

## Werdegang
Mit seinen Eltern kam Hubbard 1819 nach Wheeling, das damals zu Virginia gehörte. Später besuchte er bis 1840 die Wesleyan University in Middletown (Connecticut). In den folgenden Jahren arbeitete er im Bankgewerbe sowie in der Eisen- und Holzverarbeitung. Gleichzeitig begann er auch eine politische Laufbahn. Zwischen 1852 und 1853 saß er im Abgeordnetenhaus von Virginia.
Im Frühjahr 1861 war Hubbard Delegierter auf dem Kongress, der über den Austritt Virginias aus der Union entschied. Hubbard widersetzte sich, wie viele seiner Kollegen aus dem späteren Staat West Virginia, diesen Plänen. Diese Gruppe war aber in der Minderheit und Virginia löste sich aus der Union, um sich bald darauf den Konföderierten Staaten anzuschließen. Noch im selben Jahr 1861 war Hubbard Delegierter auf einer Konferenz in Wheeling, auf der sich die Anhänger der Union trafen und die Abspaltung West Virginias von Virginia vorbereiteten. Nach der Gründung des Staates West Virginia wurde Hubbard 1863 in dessen Senat gewählt. Er war Mitglied der Republikanischen Partei und in den Jahren 1864 und 1880 Delegierter zu den jeweiligen Republican National Conventions, auf denen Abraham Lincoln und James A. Garfield als Präsidentschaftskandidaten der Partei nominiert wurden.
1864 wurde Hubbard als Unionist im ersten Distrikt von West Virginia in das US-Repräsentantenhaus in Washington, D.C. gewählt, wo er am 4. März 1865 die Nachfolge von Jacob B. Blair antrat. Zwei Jahre später wurde er als regulärer Kandidat der Republikanischen Partei bestätigt. Damit konnte er bis zum 3. März 1869 zwei Legislaturperioden im Kongress absolvieren, die von den Folgen des Bürgerkrieges bestimmt waren. In dieser Zeit wurden auch der 13. und der 14. Verfassungszusatz beraten und verabschiedet, die die Sklaverei abschafften bzw. das Bürgerrecht auch auf Afroamerikaner ausweiteten. Außerdem kam es zum Amtsenthebungsverfahren gegen US-Präsident Andrew Johnson, das im Repräsentantenhaus gebilligt wurde, im  US-Senat aber an einer Stimme scheiterte. Ab 1867 war Hubbard Vorsitzender des Ausschusses zur Kontrolle der Ausgaben des Innenministeriums.
Nach dem Ende seiner Zeit im Kongress widmete sich Hubbard wieder seinen früheren privaten Geschäften. Er starb im August 1891 in Wheeling und wurde dort beigesetzt. Sein Sohn William vertrat später ebenfalls den Staat West Virginia als Kongressabgeordneter.